# Haldan Keffer Hartline
Haldan Keffer Hartline (ur. 22 grudnia 1903 w Bloomsburg, w Pensylwanii, zm. 17 marca 1983 w Fallston w stanie Maryland) – amerykański fizjolog, laureat Nagrody Nobla w roku 1967 w dziedzinie fizjologii i medycyny.

## Życiorys
Jego rodzice byli nauczycielami w stanowej szkole średniej (obecnie Stanowy College w Bloomsburg). Tam też, Hartline uzyskał wczesna edukację. Jego ojciec, Daniel S. Hartline, był profesorem biologii, oraz zajmował się astronomią i geologią. Dzięki niemu syn odziedziczył zainteresowanie do nauk naturalnych.
Keffer Hartline pobierał nauki w Lafayette College w Easton, w Pensylwanii. Studia ukończył w 1923 roku. Jego nauczyciel biologii w college’u, Beverly W. Kunkel, zachęcił go, by rozpoczął prace badawcze. Jego pierwsza naukowa praca dotyczyła wizualnemu przedstawieniu ziemskich isopodów (skorupiaków). Lato spędził w Laboratorium Biologicznym Marynarki w Woods Hole, gdzie szkolił się w zakresie biologii. Tam też na jego badania mieli wpływ inni naukowcy Jacques Loeb, Selig Hecht i Merkel H. Jacobs.
Jesienią 1923 rozpoczął pracę w Szkole Johna Hopkinsa (Johns Hopkins School), gdzie kontynuował badania na Wydziale Fizjologii pod okiem E. K. Marshalla i C. D. Snydera. Prowadził badania nad działaniem siatkówki, używając do tego zwierząt laboratoryjnych – żab, kotów i królików. W roku 1927 uzyskał nagrodę Johna Hopkinsa National Research Council Fellowship (Medical Sciences), co umożliwiło mu studiowanie matematyki i fizyki. Spędził dwa lata w wydziale fizyki Johna Hopkinsa biorąc kursy i pracując jako student w laboratorium A. H. Pfunda. W 1929 otrzymał stypendium od Uniwersytetu Pensylwanii, gdzie kontynuował swoje badania w fizyce. Przez jeden semestr wraz z Wernerem Heisenberg (późniejszym laureatem Nagrody Nobla) uczestniczył w seminariach na Uniwersytecie w Lipsku i dwa semestry brał udział w wykładach A. Somerfeld na Uniwersytecie w Monachium.
Wiosną 1931 Hartline wrócił do Stanów Zjednoczonych i objął stanowisko pracownika naukowego na Uniwersytecie Pensylwanii, w wydziale medycyny fizycznej pod kierownictwem Detlev W. Bronka.
W Fundacji Johnsona Hartline rozpoczął badania nad działalnością pojedynczych optycznych włókien nerwu w oku kraba Limulus. W połowie 1930 roku przedsięwziął pojedynczą analizę włókna optycznych u kręgowców siatkówki oka, głównie w oku żaby. Na początku lat 1940 Hartline pracował nad problemami nocnych wizji u ludzi. W 1940-1941, był profesorem nadzwyczajnym fizjologii w Cornell, medycznym College’u w Nowym Jorku, ze skąd powrócił do Fundacji Johnson, i pracował tam do 1949.
W 1949 Hartline przyjął posadę na Uniwersytecie Johnie Hopkinsa w Baltimore jako profesor biofizyki i przewodniczącego działu Biofizyki. Tam, kontynuował badania rozpoczęte jeszcze w college’u nad receptorami oka Limulus oraz prowadził badania elektrofizjologiczne oka zwierząt (procesy pobudzania i hamowania w siatkówce oka, regulowanie ostrości obrazu). W roku 1963 za odkrycie chemicznych i fizjologicznych procesów zachodzących w oku i mózgu podczas widzenia, wraz z George’em Waldem i Regnarem Granitem otrzymał Nagrodę Nobla. W 1963 przyjął posadę jako profesor w Uniwersytecie Rockefellera (wówczas Instytut Rockefellera) i pracował tam do roku 1974.

## Życie prywatne
W 1936 Haldan Keffer Hartline poślubił Elizabeth Kraus, córkę chemika C. A. Krausa. Miał trzech synów, Daniela Keffer, Peter Haldan i Frederick Flandria. Daniel Keffer i Peter Haldan pracują na neuropsychologii w Uniwersytecie Kalifornijskim w San Diego.

## Nagrody
Haldan Keffer Hartline otrzymał:
- nagrodę Williama H. Howella (Fizjologię) w 1927;
- nagrodę – medal Howard Crosby Warren Medal (Society of Experimental Psychologists) w 1948;
- nagrodę Sc. D. (hon.) od Lafayette College 1959;
- nagrodę Alberta A. Michelson (Case Institute of Technology) w 1964; * stopień LL. D. od Uniwersytetu Johna Hopkinsa w 1969;
- tytuł honoris causa Uniwersytetu Pensylwanii w 1971;
- nagroda Lighthouse w 1969;
- tytuł honoris causa Uniwersytetu w M.D. Albert-Ludwigs, im Freiburg Breisgau, 1971.

## Tytuły
Profesor Hartline jest członkiem Narodowej Akademii Nauk; Członek Honorowym Towarzystwa Królewskiego w Londynie, członek amerykańskiej Akademii Sztuk i Nauk, członek Amerykańskiego Towarzystwa Filozoficznego, Amerykańskiego Towarzystwa Fizjologicznego, Amerykańskiego Towarzystwa Optycznego i innych.